# San Ramón (Cartago)
San Ramón è un distretto della Costa Rica facente parte del cantone di La Unión, nella provincia di Cartago.